# Stanley Marcus
Stanley Marcus (20 de abril de 1905 – 22 de enero de 2002) fue un presidente (1950-1972) y jefe (1972–1976) de la compañía de menudeo Neiman Marcus en Dallas, Texas. El Salón de Fama en Publicidad observa: "Stanley Marcus se contaba entre las figuras más importantes en la historia de mercadeo y comercialización para ventas de menudeo. Por sus innovaciones diversas, convirtió una tienda local de moda en una marca internacional, sinónima con la moda alta y servicio con gracia".